# NGC 2020
NGC 2020 (również LHA 120-N 57C) – mgławica emisyjna znajdująca się w gwiazdozbiorze Złotej Ryby w Wielkim Obłoku Magellana. Odkrył ją John Herschel 30 grudnia 1836 roku, choć być może wcześniej była obserwowana przez Jamesa Dunlopa w roku 1826.
Wewnątrz mgławicy znajduje się wnęka otoczona przez strukturę podobną do bańki. Powstała ona w wyniku potężnego oddziaływania wiatru jasnej i bardzo gorącej gwiazdy na otaczający ją gaz. Gwiazda ta należy do rzadkiej klasy gwiazd Wolfa-Rayeta. Niebieski kolor mgławicy spowodowany jest przez jonizację atomów tlenu przez promieniowanie tej gorącej gwiazdy.